# Nannostomus digrammus
Nannostomus digrammus är en fiskart som först beskrevs av Fowler, 1913.  Nannostomus digrammus ingår i släktet Nannostomus och familjen Lebiasinidae. Inga underarter finns listade i Catalogue of Life.